# Caleb Baker
Caleb Baker (* 1762 in Providence, Colony of Rhode Island and Providence Plantations; † 26. Juni 1849 in Southport (heute Teil von Elmira), New York) war ein US-amerikanischer Jurist und Politiker. Zwischen 1819 und 1821 vertrat er den Bundesstaat New York im US-Repräsentantenhaus.

## Werdegang
Caleb Baker wurde ungefähr zwölf Jahre vor dem Ausbruch des Amerikanischen Unabhängigkeitskrieges im Providence County geboren. Er zog 1790 nach New York. Zwischen 1790 und 1836 war er in den Städten Chemung, Ashland und Newtown – heute Teil von Elmira im Tioga County – wohnhaft und ab 1836 bis zu seinem Tod in Southport im Chemung County. Er studierte Jura und praktizierte nach dem Erhalt seiner Zulassung als Anwalt. 1791 war er als Assessor in Chemung tätig. Er unterrichtete in den Jahren 1803 und 1804 in Wellsburg im Chemung County. Am 7. April 1806, am 13. April 1825 und 1829 wurde er jeweils zum Vormundschafts- und Nachlassrichter (surrogate) vom Tioga County ernannt und 1810 zum Richter vom Court of Common Pleas. Baker saß in den Jahren 1814, 1815 und 1829 in der New York State Assembly. Er war 1816 Friedensrichter von Chemung.
Als Gegner einer zu starken Zentralregierung schloss er sich in jener Zeit der von Thomas Jefferson gegründeten Demokratisch-Republikanischen Partei an. Bei den Kongresswahlen des Jahres 1818 für den 16. Kongress wurde Baker im 20. Wahlbezirk von New York in das US-Repräsentantenhaus in Washington, D.C. gewählt, wo er am 4. März 1819 die Nachfolge von Daniel Cruger und Oliver C. Comstock antrat. Er schied nach dem 3. März 1821 aus dem Kongress aus.
Am 26. Juni 1849 verstarb er in Southport und wurde dann dort auf dem Fitzsimmons Cemetery beigesetzt.